# Грэйстон, Нил
Нил Грэ́йстон (англ. Neil Grayston, родился 24 марта 1981 года, Нью-Уэстминстер, Канада) — канадский актёр кино и телевидения. Наиболее известен по роли Дугласа Фарго в телесериале Эврика.

## Биография
Нил Грэйстон родился 24 марта 1981 года в канадском городе Нью-Уэстминстер. Начал карьеру актёра с второстепенных ролей в телесериалах. В 2006 году был удостоен премии Leo Awards за роль в сериале «Godiva’s». Наиболее известная и значимая роль актёра — роль Дугласа Фарго в телесериале «Эврика».
В настоящее время проживает в Лос-Анджелесе.

## Фильмография
| Год       |    | Русское название   | Оригинальное название | Роль           |
| --------- | -- | ------------------ | --------------------- | -------------- |
| 2001—2005 | с  | Эджмонт            | Edgemont              | Адам           |
| 2001—2011 | с  | Тайны Смолвиля     | Smallville            | Рассел Бартон  |
| 2002—2002 | с  | Иеремия            | Jeremiah              | Джордан Роузен |
| 2003—2004 | с  | Мёртвые, как я     | Dead Like Me          |                |
| 2004—2004 | с  | Чудопад            | Wonderfalls           | Алек           |
| 2005—2011 | с  | Сверхъестественное | Supernatural          |                |
| 2005—2006 | с  |                    | Godiva's              | Мартин         |
| 2006—2011 | с  | Эврика             | Eureka                | Дуглас Фарго   |
| 2010—2011 | с  | Хранилище 13       | Warehouse 13          | Дуглас Фарго   |
| 2013—2013 | с  | Ясновидец          | Psych                 | Джейсон Штрауб |
| 2013      | тф | Апокалипсис        | End of the World      | Стив Палмер    |
| 2014—2014 | с  |                    | Package Deal          | Стив Вудман    |

## Награды и премии
- 2006 — Leo Awards — лучшая мужская драматическая роль (сериал «Godiva’s»)